# William Lowenstein
 (mars 2024).
- Si vous ne connaissez pas le sujet, laissez ce bandeau (vous pouvez alors contacter les auteurs).
- Si vous supprimez le contenu mis en cause (vous pouvez préalablement contacter les auteurs),

argumentez précisément cette suppression dans la page de discussion
(un manque de référence n'est pas un argument ; une recherche réelle de référence doit avoir été effectuée, être formellement documentée).
 (mars 2024).
Si vous disposez d'ouvrages ou d'articles de référence ou si vous connaissez des sites web de qualité traitant du thème abordé ici, merci de compléter l'article en donnant les références utiles à sa vérifiabilité et en les liant à la section « Notes et références ».
Pour les articles homonymes, voir Lowenstein.
William Lowenstein, né le 13 décembre 1954 à Saint-Mandé (Île-de-France), est spécialiste en médecine interne et addictologue. Il préside notamment depuis janvier 2002 SOS Addictions.

## Biographie
Né à Saint-Mandé en 1954, William Lowenstein a grandi avec ses grands parents (grand père cheminot) et ses  parents reconvertis dans le commerce. Son père est un ancien sportif de haut niveau, champion d’Europe et finaliste olympique (JO 1936). Sa mère est un ancien mannequin. Tout comme sa sœur aînée, Corinne Lowenstein. Il est le père de Morgan (1978) et Douglas (1983) Lowenstein, nés d’un premier mariage avec Martine Ecal de Parade, et de Liv Lowenstein, née en 1999 de son seconde mariage avec Véronique Brosset.[réf. nécessaire]

### Études
De 1979 à 1983, il est interne des Hôpitaux de Paris. Il devient l’année suivante chef de clinique-assistant à la faculté Necker-Enfants Malades à Paris, jusqu’en 1987. Puis PH Médecin des Hôpitaux de Paris en 1989.[réf. nécessaire]
En 1986, après avoir validé la pneumologie, il se spécialise en médecine interne et devient le premier spécialiste français hospitalo-universitaire de l’interface Sida-toxicomanie, avant l’obtention d’un DEA de parasitologie de la faculté des sciences de Montpellier en 1989. La même année, il est nommé praticien hospitalier des hôpitaux de Paris en médecine interne.[réf. nécessaire]
En 1991, il est habilité à diriger la recherche à la faculté Necker, université Paris-V. Il obtient en 2008 un diplôme universitaire en addictions à l'université Paris-VII, avec la mention très bien.[réf. nécessaire]

### Carrière dans l’addictologie
Depuis 1983, il a fait de la médecine et de la santé des addictions le combat de sa carrière.[passage promotionnel] Alors jeune chef de clinique, il se retrouve confronté à des toxicomanes contaminés par le sida et considère l’approche de l’époque trop psychologique et pas assez médicale. Il a la charge des héroïnomanes sidéens au service de médecine interne de l’hôpital Laennec de Paris de 1984 à 1992.[réf. nécessaire]
Entretemps, en 1985, il publie des articles médicaux sur les problèmes du sida chez les héroïnomanes. En 1986-1987, il participe, sous l’impulsion du docteur Francois-Rodolph Ingold, aux études pour la remise en vente libre du matériel d’injection chez les héroïnomanes, afin de stopper la dissémination du rétrovirus dans cette population d’injecteurs (décret Barzach 1987).[réf. nécessaire] En 1991, il s’engage pour les stratégies de réduction des risques et la dispensation en France des médicaments de substitution comme la méthadone et la buprénorphine. 
De 1992 à 1994, il est responsable médical des urgences de l’hôpital Laennec à Paris.[réf. nécessaire]
Il crée en 1994 le centre Monte-Cristo, avec le soutien de la ministre de la Santé Simone Veil, spécialisé dans les addictions, qu’il dirige jusqu’en 2002. C’est le premier centre français intrahospitalo-universitaire (universite Paris-V et AP-HP) dispensateur de méthadone.[réf. nécessaire]
Puis, en 2001, il fonde à Boulogne-Billancourt la première clinique privée spécialisée dans la recherche et le traitement des addictions, la clinique Montevideo (Institut Baron-Maurice-de-Rothschild), dont il est le Directeur général pendant 10 ans. Il précise alors son intention de faire en sorte que « l’addiction [ne soit plus] considérée comme un état de faiblesse mais comme une authentique maladie fonctionnelle du cerveau. Et traitée comme telle pour qu’elle soit réversible ». Durant sa présidence, 3500 patients seront hospitalisés et 5000 suivis en consultation.[passage promotionnel]
En avril 2013, il crée à Paris, le cabinet de consultations spécialisées en médecine des addictions et nutrition Modaï et Lowenstein avec le docteur Pascale Modaï, spécialiste des addictions alimentaires telles que la boulimie, l’anorexie et l’hyperphagie. 
Il préside depuis janvier 2002, SOS Addictions, une association loi 1901,  pour le développement de la médecine des addictions, la promotion de la recherche en addictologie, pour l’accompagnement thérapeutique et social des personnes dépendantes et pour la prévention et l’information dans les entreprises, villes, lycées, collèges, etc. 
Il a été également responsable du groupe de travail TSO (traitements de substitution aux opiacés) de 2007 à 2013 au sein de la Commission nationale Addiction. En 2014, il devient président du Groupe T2RA (traitements et réduction des risques en addictologie) à la DGS et mène, à la demande du professeur Benoit Vallet, directeur général de la Santé, les travaux du groupe jusqu’en 2017. Le 8 janvier 2019, il accepte la co-presidence avec le président de la Mildeca, le docteur Nicolas Prisse, du nouveau groupe T2RA installé et présidé par le directeur général de la Santé, le professeur Jérôme Salomon au ministère de la Santé et des Solidarités.[réf. nécessaire]
De 2004 à 2012, il est élu au Conseil national du Sida, dont il est, pendant deux mandats, membre du Bureau comme expert addictologue.[réf. nécessaire]
Depuis le début de sa carrière, le docteur William Lowenstein a écrit plus de 80 publications médicales dans des revues scientifiques avec comités de lecture, sept livres « grand public » sur les addictions et un roman.[source insuffisante]

## Recherches et distinctions
Il obtient en 1988 le prix de recherche de l’APMS (Association des sociétés d’assurance pour la prévention en matière de santé), Épidémiologie du VIH, Héroïnomanie et sida. 
De 1998 à 2000, il s’occupe d’un programme hospitalier de recherche clinique (PHRC) sur les interactions de la méthadone avec les antiprotéases (antirétroviraux) du VIH.[réf. nécessaire]
En 2002, il est fait chevalier de l’ordre national du Mérite et, le 14 avril 2006, chevalier de l’ordre national de la Légion d'honneur, décoration remise au palais de l’Élysée par le président Jacques Chirac. Puis, promotion du 1er janvier 2017, il est élevé au rang d’officier de l’ordre national de la Légion d'honneur, décoration remise par la ministre de la Santé, Marisol Touraine. 
En 2017, il crée SOS Addictions avec Martine Schwab, productrice, et le soutien de Danièle Jourdain-Menninger, présidente de la Mildeca (2012-2017) le premier E-CONGRES national sur les addictions (#EADD) pour les médecins généralistes et les acteurs de Santé des addictions. En 2018, le second #EADD rassemble plus de 2000 participants de l’Hexagone et de l’Outre-Mer.[réf. nécessaire]

### Livres
- La méthadone et les traitements de substitution, Collection Équilibre, Doin Éditions, 1995[10].

- Le toubib des toxicos est en réa, Éditions JC Lattes, 1999[11].

- Des toxicomanies aux addictions, concepts d’hier et d’aujourd’hui, Science et Vie, Hors Série, décembre 2001[12].

- Histoire du dopage, Dictionnaire d’éthique et de philosophie morale, sous la direction de Monique Canto-Sperber et en collaboration avec F. Siri (465-70), 2002[13].

- Addictions aux opiacés et traitements de substitution, Avec M. Sanchez. John Libbey Eurotext Editions, 2003[14].

- Ces  dépendances  qui  nous  gouvernent  (comment  s’en  libérer), Éditions Calmann-Lévy, mai 2005[15]. Rééditions en Poche 2007, 2010’et 2013.

- Drogues, Éditions Librio, septembre 2005. Avec les Drs JP Tarot et O. Phan.

- Femmes  et  dépendances  (une  maladie  du  siècle), co-écrit avec Madame Dominique Rouch; Éditions Calmann-Lévy, mars 2007. Rééditions en Poche 2009
- « Tous Addicts. Et après ? » Co-écrit avec le Dr Laurent Karila; Editions Flammarion 2017
- «Toxic » Co-écrit en 2018 aux Éditions Odile Jacob avec Bernard Kouchner, Patrick Aeberhard, JP Daulouede et Bertrand Lebeau.

### Publications médicales
- Lowenstein W et al : Infection par le LAV chez les héroïnomanes par voie veineuse. La Presse Médicale octobre 1985.
- Lowenstein W. et al. (2000). Activités physiques et sportives dans les antécédents des personnes prises en charge pour addictions. Rapport 1999 de l'étude commanditée par le Ministère de la Jeunesse et des Sports (France). Annales de Médecine Interne, 2000, 151, (Supp. A), A18-A26